# Віцєєво
Віцєєво (пол. Wiciejewo) — село в Польщі, у гміні Бодзанув Плоцького повіту Мазовецького воєводства.
Населення — 229 осіб (2011).
У 1975-1998 роках село належало до Плоцького воєводства.

## Демографія
Демографічна структура станом на 31 березня 2011 року:
|          | Загалом | Допрацездатний вік | Працездатний вік | Постпрацездатний вік |
| -------- | ------- | ------------------ | ---------------- | -------------------- |
| Чоловіки | 118     | 27                 | 84               | 7                    |
| Жінки    | 111     | 26                 | 57               | 28                   |
| Разом    | 229     | 53                 | 141              | 35                   |